# NGC 1762
NGC 1762 je galaksija u zviježđu Orionu.

## Vanjske poveznice
- SEDS: NGC 1762